# Heinrich von Heßberg
Heinrich von Hessberg (mort le 13 juillet 1207) est évêque de Wurtzbourg de 1202 à sa mort.

## Biographie
Heinrich, souvent surnommé Caseus, vient de la famille noble de Franconie von Heßberg (de). Le village de Heßberg, dans la commune de Veilsdorf, lui doit son nom. Albrecht von Heßberg, un autre membre de la famille, sera contre-évêque de Wurtzbourg de 1372 à 1376.
Heinrich von Heßberg est un partisan de Philippe de Souabe. Il est probablement mort en dehors de Wurtzbourg, sa tombe est inconnue.